# Europäisches Übereinkommen über die Beförderung gefährlicher Güter auf Binnenwasserstraßen
Das Europäische Übereinkommen über die internationale Beförderung gefährlicher Güter auf Binnenwasserstraßen (Abkürzung ADN, von Accord européen relatif au transport international des marchandises dangereuses par voies de navigation intérieures) enthält besondere Vorschriften für den Binnenschifffahrtsverkehr im Bezug auf Gefahrgut. Eine erste Version wurde am 26. Mai 2000 unter Leitung der UNECE beschlossen.
Das ADN und die Gefahrgutverordnung Straße, Eisenbahn und Binnenschifffahrt (GGVSEB) bilden das umfassende Basisregelwerk für die Beförderung gefährlicher Güter auf Binnenwasserstraßen. Das ADN enthält Vorschriften insbesondere für die Klassifizierung, Verpackung, Kennzeichnung und Dokumentation gefährlicher Güter, für den Bau, die Ausrüstung und Zulassung der Schiffe und für den Umgang während der Beförderung.
Das Übereinkommen selbst ist, nach der Ratifizierung seitens Deutschlands, am 29. Februar 2008 in Kraft getreten. Die Anlage zum ADN mit den umfänglichen technischen und betrieblichen Vorschriften gilt vertragsgemäß seit dem 28. Februar 2009. Durch die GGVSEB wird das ADN für alle schiffbaren Binnengewässer (Bundeswasserstraßen und schiffbare Landesgewässer) zur Anwendung gebracht.

## Aufbau
Die Ordnung in der aktuellen Fassung (gültig ab 1. Januar 2013) ist in neun Teile gegliedert. Der erste Teil „Allgemeines“ regelt grundlegende Vorschriften. Dazu gehören der Geltungsbereich und die verwendeten Maßeinheiten, aber auch Verfahrenvorschriften, Sonderregelungen, Übergangsvorschriften und weitere Inhalte. Der zweite Teil „Klassifizierung“ ordnet das verwendete Klassifikationssystem der Gefahrstoffe. Der dritte Teil „Verzeichnis der gefährlichen Güter, Sondervorschriften und Freistellungen im Zusammenhang mit begrenzten und freigestellten Mengen“ beinhaltet ein Verzeichnis der gefährlichen Güter und regelt diesbezügliche Sondervorschriften. Teil vier „Vorschriften für die Verwendung von Verpackungen, Tanks und CTU für die Beförderung in loser Schüttung“ regelt Verpackungsmöglichkeiten für Gefahrenstoffe. Der fünfte Teil „Vorschriften für den Versand“ beinhaltet den Umgang mit Umverpackungen, Kennzeichnungs- und Dokumentationspflichten. Teil 6 „Bau- und Prüfvorschriften für Verpackungen (einschließlich Großpackmittel (IBC) und Großverpackungen), Tanks und CTU für die Beförderung in loser Schüttung“ behandelt ebenfalls Verpackungen. Teil sieben, „Vorschriften für das Laden, Befördern, Löschen und sonstige Handhaben der Ladung“, regelt Transporte. Es existiert dabei eine Aufteilung in Trockengüterschiffe und Tankschiffe. Auch Teil acht „Vorschriften für die Besatzung, die Ausrüstung, den Betrieb und die Dokumentation“ befasst sich mit den Transportschiffen, allerdings mit deren Ausstattung und Besatzung. Der letzte Teil, Teil neun „Bauvorschriften“, regelt abschließend die Baurichtlinien, ebenfalls aufgespalten in Trockengüterschiffe und Tankschiffe, allerdings gibt es hier eine Sonderregelung für bestimmte Schiffe.

## Mitgliedsländer
Folgende Länder haben das Abkommen ratifiziert und umgesetzt:
- Belgien
- Bulgarien
- Deutschland
- Frankreich
- Kroatien
- Luxemburg
- Moldawien
- Niederlande
- Österreich
- Polen
- Rumänien
- Russland
- Schweiz
- Serbien
- Slowakei
- Tschechien
- Ukraine
- Ungarn